# Европско првенство у атлетици у дворани 1975 — 60 метара за жене
Такмичење у трчању на 60 метара у женској конкуренцији  на 6. Европском првенству у дворани 1975. одржано је 9. марта Спортско-забавној дворани Сподек у Катовицама, (Пољска).
Титулу европске првакиње освојену на Европском првенству у дворани 1974. у Гетеборгу  није бранила Ренате Штехер из Источне Немачке.

## Земље учеснице
Учествовала је 29 атлетичарка из 13 земаља.
1. Аустрија (1)
2. Белгија (1)
3. Чехословачка (1)
4. Источна Немачка (1)
5. Финска (1)
6. Француска (2)
7. Уједињено Краљевство (1)
8. Грчка (1)
9. Италија (2)
10. Пољска (3)
11. Совјетски Савез (3)
12. Шпанија (1)
13. Западна Немачка (2)

## Рекорди
| Рекорди пре почетка Европског првенства у дворани 1975. | Рекорди пре почетка Европског првенства у дворани 1975. | Рекорди пре почетка Европског првенства у дворани 1975. | Рекорди пре почетка Европског првенства у дворани 1975. | Рекорди пре почетка Европског првенства у дворани 1975. | Рекорди пре почетка Европског првенства у дворани 1975. |
| ------------------------------------------------------- | ------------------------------------------------------- | ------------------------------------------------------- | ------------------------------------------------------- | ------------------------------------------------------- | ------------------------------------------------------- |
| Светски рекорд                                          | Ренате Штехер                                           | Источна Немачка                                         | 7,16                                                    | Гетеборг, Шведска                                       | 10. март 1974.                                          |
| Европски рекорд                                         | Ренате Штехер                                           | Источна Немачка                                         | 7,16                                                    | Гетеборг, Шведска                                       | 10. март 1974.                                          |
| Рекорди европских првенстава                            | Ренате Штехер                                           | Источна Немачка                                         | 7,16                                                    | Гетеборг, Шведска                                       | 10. март 1974.                                          |
| Рекорди после завршеног Европског првенства 1975.       |                                                         |                                                         |                                                         |                                                         |                                                         |
| Нових рекорда није било.                                |                                                         |                                                         |                                                         |                                                         |                                                         |

## Освајачице медаља
|                                  |                              |                       |
| Андреа Линч Уједињено Краљевство | Моника Мајер Источна Немачка | Ирена Шевињска Пољска |

## Резултати
У овој дисциплини такмичило се у три нивоа:квалификације, полуфинале и финале.  Све је одржано 8. марта.

### Квалификације
У квалификацијама такмичарke су били подељени у четири групе: прве са 6, а друга sa 4 трећа и четврта по 5 такмичаркиi. У полуфинале су се квалификовалe по двe првопласиранe из све четири групе (КВ) и 4 на основу постигнутог резултата (кв). 
| Пласман | Група | Атлетичарка         | Земља                | Време | Белешка |
| ------- | ----- | ------------------- | -------------------- | ----- | ------- |
| 1.      | 2     | Ирена Шевињска      | Пољска               | 7,33  | КВ      |
| 2.      | 3     | Андреа Линч         | Уједињено Краљевство | 7,34  | КВ      |
| 3.      | 4     | Елвира Посекел      | Западна Немачка      | 7,38  | ЛРд, КВ |
| 4.      | 1     | Моника Мајер        | Источна Немачка      | 7,39  | КВ      |
| 5.      | 4     | Леа Алерт           | Белгија              | 7,40  | КВ      |
| 6.      | 4     | Људмила Маслакова   | Совјетски Савез      | 7,41  | кв      |
| 7.      | 3     | Хелена Фишник       | Пољска               | 7,44  | КВ      |
| 8.      | 2     | Лидија Алфејева     | Совјетски Савез      | 7,45  | КВ      |
| 9.      | 3     | Тула Раутанен       | Финска               | 7,46  | кв      |
| 9.      | 4     | Бригите Хешт        | Аустрија             | 7,46  | кв      |
| 11.     | 1     | Татјана Ворпхобка   | Совјетски Савез      | 7,47  | КВ      |
| 12.     | 1     | Рита Ботиљериi      | Италија              | 7,51  | кв      |
| 13.     | 4     | Ани Ализе           | Француска            | 7,51  |         |
| 14.     | 2     | Maren Gang-Schröder | Западна Немачка      | 7,53  |         |
| 15.     | 1     | Надин Голето        | Француска            | 7,55  |         |
| 16.     | 2     | Чечилија Молинари   | Италија              | 7,58  |         |
| 16.     | 1     | Марија Зуковска     | Пољска               | 7,60  |         |
| 18.     | 3     | Криста Јарошова     | Чехословачка         | 7,63  |         |
| 19.     | 3     | Maroula Lambrou     | Грчка                | 7,76  |         |
| 20.     | 1     | Бегона Лезано       | Шпанија              | 7,89  |         |

### Полуфинале
Полуфиналисткиње су подељенe у две групе по шест атлетичаркиi, а за шест места у финалу  пласирала су прве две из обе групе (КВ) и две на основу постигнутог резултата {кв}.
| Пласман | Група | Атлетичарка       | Земља                | Време | Белешка |
| ------- | ----- | ----------------- | -------------------- | ----- | ------- |
| 1.      | 1     | Андреа Линч       | Уједињено Краљевство | 7.20  | КВ      |
| 2.      | 2     | Ирена Шевињска    | Пољска               | 7,28  | КВ      |
| 3.      | 2     | Моника Мајер      | Источна Немачка      | 7,31  | КВ      |
| 4.      | 1     | Татјана Ворпхобка | Совјетски Савез      | 7,35  | КВ      |
| 5.      | 1     | Елвира Посекелl   | Западна Немачка      | 7,37  | ЛРд, кв |
| 6.      | 2     | Рита Ботиљериi    | Италија              | 7,42  | кв      |
| 7.      | 1     | Људмила Маслакова | Совјетски Савез      | 7,42  |         |
| 8.      | 2     | Лидија Алфејева   | Совјетски Савез      | 7,45  |         |
| 9.      | 2     | Бригите Хешт      | Аустрија             | 7.47  |         |
| 10.     | 1     | Хелена Фишник     | Пољска               | 7.49  |         |
| 10.     | 2     | Леа Алерт         | Белгија              | 7,49  |         |
| 12.     | 1     | Тула Раутанен     | Финска               | 7,51  |         |

### Финале
| Пласман | Атлетичарка       | Земља           | Резултат | Белешка |
| ------- | ----------------- | --------------- | -------- | ------- |
|         | Андреа Линч       | Западна Немачка | 7,17     | НРд     |
|         | Моника Мајер      | Источна Немачка | 7,24     |         |
|         | Ирена Шевињска    | Пољска          | 7,26     |         |
| 4.      | Елвира Посекелl   | Западна Немачка | 7,38     |         |
| 5.      | Рита Ботиљериi    | Италија         | 7,43     |         |
| 6       | Татјана Ворпхобка | Совјетски Савез | НС       |         |

## Укупни биланс медаља у трци на 60 метара за жене после 6. Европског првенства у дворани 1970—1975.
|    | Земља                |   |   |   |    |
| -- | -------------------- | - | - | - | -- |
| 1. | Источна Немачка      | 4 | 2 | 0 | 6  |
| 2. | Западна Немачка      | 1 | 1 | 1 | 3  |
| 3. | Уједињено Краљевство | 1 | 1 | 0 | 2  |
| 4. | Француска            | 0 | 2 | 2 | 4  |
| 5. | Пољска               | 0 | 0 | 2 | 2  |
| 6. | Холандија            | 0 | 0 | 1 | 1  |
|    | Укупно {6}           | 6 | 6 | 6 | 18 |

|    | Атлетичар        | Земља                |    |    |    |    |
| -- | ---------------- | -------------------- | -- | -- | -- | -- |
| 1. | Ренате Мајснер*  | Источна Немачка      | 4* | 0  | 0  | 4  |
| 2. | Анергет Рихтер*  | Западна Немачка      | 1  | 1* | 1  | 3  |
| 3. | Андреа Линч      | Уједињено Краљевство | 1  | 1  | 0  | 2  |
| 4. | Силвијан Телије* | Француска            | 0  | 2  | 2* | 4* |
| 5. | Ирена Шевињска   | Пољска               | 0  | 0  | 2  | 2  |